# Північна область (1936—1937)
64°32′00″ пн. ш. 40°32′00″ сх. д. / 64.53333333° пн. ш. 40.53333333° сх. д.
Північна область — адміністративно-територіальна одиниця на північному заході РРФСР, що існувала 5 грудня 1936 — 23 вересня 1937.
Адміністративний центр — місто Архангельськ.
Утворена згідно статті 22 Конституції СРСР прийнятої VIII надзвичайним з'їздом Рад СРСР 5 грудня 1936 року, на території скасованого Північного краю, разом з Комі АРСР.
Адміністративно область мала поділ на 54 райони, в тому числі три райони Ненецького національного округу.
23 вересня 1937 ЦВК СРСР прийняв постанову «Про поділ Північної області на Вологодську та Архангельську області», внаслідок чого область була скасована.